# Amtliche Linzer Zeitung
Die Amtliche Linzer Zeitung ist eine österreichische Zeitschrift, die seit 11. Juli 1924 alle 14 Tage in Linz erscheint. Medieninhaber ist das Land Oberösterreich, der Herausgeber ist das Amt der oberösterreichischen Landesregierung. Der Nebentitel der Amtlichen Linzer Zeitung lautet Amtsblatt für Oberösterreich.

## Geschichte
Anfang des 20. Jahrhunderts wurden die in Oberösterreich gültigen Amtsblätter noch von den regionalen Bezirkshauptmannschaften herausgegeben. 1924 zentralisierte man aus Qualitäts- und Einsparungsgründen die Amtsblattherausgabe in der oberösterreichischen Landesregierung. Das Blatt richtete sich vornehmlich an Gemeindeämter, Gendarmeriekommandos, Pfarrämter und Schulleitungen. „Diesen werden allgemeine Erlässe der Landesregierung und des Landesschulrates nicht mehr im Wege der Bezirkshauptmannschaften beziehungsweise des Bezirksschulrates, sondern direkt durch das Amtsblatt zur Kenntnis kommen, wodurch eine wesentliche Vereinfachung und Beschleunigung des Geschäftsganges erzielt werden wird.“. Das Blatt richtete sich aber auch an Rechtsanwälte, Notare, Ärzte und gewerbliche wie landwirtschaftliche Großbetriebe.
1927 trat das Amtsblatt in die Fußstapfen der kurz zuvor eingestellten „historischen“ Linzer Zeitung, die zuletzt vom Katholischen Preßverein verlegt worden war. Die seit 1677 bezeugte traditionelle Linzer Zeitung wandelte sich damit zum amtlichen Organ und wurde nunmehr von der Druckerei des Amtes der oö. Landesregierung hergestellt.
In den ersten Jahren gliederten sich die Inhalte in Behördliches (Stellenausschreibungen, Titelverleihungen), Auszüge aus Gesetzen und Verordnungen, Gesundheitswesen (Infektionskrankheiten), Unterricht (Liste der postenlosen Lehrkräfte, die von den Bezirksschulbehörden bestellt werden können; Lehrerbefähigungsprüfung, Lehrerakademie, Schülerausschließung, Buchanzeigen), Soziale Fürsorge (Kollektivverträge, Unterstützungen von Armen und Invaliden), Veterinärwesen (Tierkrankheiten wie Schweinepest oder Wutkrankheit, Viehbeschau), Wirtschaftliches (Steuerkalender, Firmen-Löschungen, Ausgleiche und Konkurse, Versteigerungen) und Ausforschungen von straffällig gewordenen Personen.
Ab 1933 mehren sich im Abschnitt Sicherheitwesen die Zeitungsverbote und ab 1938 auch Buchverbote.

### Kriegsjahre
Mit dem Einmarsch der Wehrmacht in Österreich brachen auch für die Amtliche Linzer Zeitung schwierige Zeiten an. Von Frühling 1938 bis 1939 war nun die Landeshauptmannschaft Oberdonau der Herausgeber,  1940 die Buchdruckerei des Reichsgaues Oberdonau. Die Redakteure der österreichischen Presse, die man nun wie ihre deutschen Kollegen als Schriftleiter bezeichnete, mussten sich als Voraussetzung für ihre Berufszulassung in die Berufsliste der Schriftleiter eintragen lassen, was an bestimmte Bedingungen geknüpft war und worüber die Funktionäre der NSDAP entschieden. Ab Jänner 1940 erschien mit der Amtlichen Linzer Zeitung die Beilage Verordnungsblatt für den Amtsbereich des Landeshauptmanns für den Gau Oberdonau, die in Stücken statt Folgen gezählt wurde. Im Mai 1940 tauschten die beiden Blätter die Rollen, und bis 1945 war die Linzer Zeitung nur mehr eine Beilage zum Verordnungs- und Amtsblatt für den Reichsgau Oberdonau, und zwar mit dem Titel Öffentlicher Anzeiger (ehemals Amtliche Linzer Zeitung).

### Neuere Geschichte
Nach Kriegsende 1945 erscheint die Linzer Zeitung als nur wenig-seitige Ausgabe mit dem neuen Titel Oberösterreichisches Amtsblatt. In der ersten Ausgabe 1946 kehrte man zum traditionellen Titel Amtliche Linzer Zeitung zurück.
Im Laufe der Zeit erfolgten Modernisierungen wie Titelfotos 1971, Farbtöne 1975, mehrfarbige Titelfotos 1978. Layout und Qualität wurden in den Folgejahren laufend modernisiert und verbessert.
Die Linzer Zeitung wird als das älteste, gegenwärtig noch existierende Periodikum der Welt angesehen, nur Haarlems Dagblad hat eine um 20 Jahre längere durchgehende Tradition. Die Bezeichnung der Amtlichen Linzer Zeitung als das älteste amtliche Medium der Welt ist irreführend, weil die Wiener Zeitung bereits seit 1812 eine offizielle Regierungszeitung ist. Man müsste stattdessen korrekterweise vom amtlichen Medium mit der weltweit ältesten Geschichte sprechen.

### Kopftitel
Die Kopftitel der Amtlichen Linzer Zeitung:
- 1924 Amtsblatt der oberösterreichischen Landesregierung
- 1927 Amtliche Linzer Zeitung
- 1931 Amtliche Linzer Zeitung. Amtsblatt für Oberösterreich
- 1938 (ab 5. August) Amtliche Linzer Zeitung. Amtsblatt für Oberdonau
- 1940 (ab 3. Mai) Öffentlicher Anzeiger (ehemals Amtliche Linzer Zeitung)
- 1945 Oberösterreichisches Amtsblatt
- seit 1946 Amtliche Linzer Zeitung. Amtsblatt für Oberösterreich

## Inhalt
Die Amtliche Linzer Zeitung ist nach dem oö. Verlautbarungsgesetz 1977 organisiert und zur Verlautbarung von Rechtsverordnungen, Verwaltungsverordnungen, Dienstanweisungen und Instruktionen des Landeshauptmannes, der Landesregierung und anderer Behörden vorgesehen. Darüber hinaus steht die Amtliche Linzer Zeitung für sonstige Mitteilungen zur Verfügung, an deren Verlautbarung öffentliches Interesse besteht.
Der Inhalt gliedert sich in zwei Teile, wobei die Nachrichten aus den verschiedenen Ressorts der Landesregierung den ersten Teil bilden. Diese politischen, wirtschaftlichen, sozialen und kulturellen Mitteilungen werden gerne von den oberösterreichischen Tages- und Wochenzeitungen aufgegriffen und weiterverbreitet.
Die zweite Hälfte (Amtlicher Teil) setzt sich auf folgenden Abschnitten zusammen:
- Verordnungen
- Ausschreibungen von Aufträgen der Landesverwaltung und der Gemeindeverwaltungen mit Eingangsfristen (Schlussterminen) und Leistungsfristen
- Stellenausschreibungen der Landesregierung
- Sonstige Anzeigen
- Ausforschungen der Bezirkshauptmannschaften in Verwaltungsstrafsachen

## Format
Die Amtliche Linzer Zeitung erscheint zweiwöchentlich mit einer Auflage von etwa 3.000 Stück.
Seit Juli 2012 kann der erste Teil (Nachrichten) der jeweils aktuellen Ausgabe kostenlos von der Homepage der Amtlichen Linzer Zeitung heruntergeladen werden. Abonnenten haben zudem über einen eigenen Code Zugang zu den amtlichen Ausschreibungen und Kundmachungen als auch zu älteren Ausgaben im Archiv.
Ein Ansichtsexemplar der Amtlichen Linzer Zeitung liegt in der Oberösterreichischen Landesbibliothek in Linz auf.